# Хотел Унион (Београд)
Хотел Унион се налази у Косовској улици број 11 у Београду и сазидан је 1922. године. Хотел се налази у згради Палата Косово.

## Историјат
Хотел Унион је смештен у Палати Косово. Првобитни назив хотела је био Унион Косово. Године 1939. мења назив у Унион Палас. 
Године 1929. по броју соба је био један од највећих хотела у Београду. Имао је чак 172 собе и 241 кревет. Због своје добре локације и умерених цена по броју ноћења је био у самом врху повољних хотела у Београду. На самом почетку рада био је категорисан као хотел првог реда, али већ 1939. је категорисан за једну класу ниже. 
Године 1929. Хотел Унион-Косово је имао 8.400 путника више него 1928. године. Тачније, имао је током 1928. године 7.049 ноћења, а током следеће године 15.437. То је повећање од 50%.
У Униону су се дочекивале Нове године и организовали скупови.

### Власник
Власник целе палате Косово био је трговац Никола Радовановић. Он је са синовима водио посао јер му је један син био хотелијер који је завршио хотелску школу у Цириху. Други син је био инжењер и он је водио техничко одржавање. Никола Радовановић је упао у финансијске и породичне проблеме и 1932. године је извршио самоубиство.

### Парно купатило
Хотел је имао и парно купатило у коме се налазило 60 кабина.

### Кинотека
У склопу Палате Косово 1930. године је изграђена биоскопска сала. Доста касније је она била позната као стара Кинотека.

## Занимљивости
Године 1933. је Хотел Унион био на лицитацији. Претходне године је власник извршио самоубиство.